# Erkänn eller dö
Erkänn eller dö är en novell skriven av Peter Pohl, publicerad första gången 1998 och är historien om en kille som försöker rädda sin vän som blev falskt anklagad av lektor Carl Felzenbäumer.

## Handling
Lektor Carl felzenbäumer blir under en lektion utsatt för ett skämt. Katedern välter genast när Felzenbäumer, även kallad filsing lutar sig över katedern och faller ner från podiet. Någon hade ställt katedern precis vid kanten av podiet för att katedern enkelt skulle välta ner när någon lutar sig fram. Klassen höll tyst och ingen vågade att konfrontera den skyldige, men filsing som var rasande försökte stirra sig till vem som ser mest skurkaktig ut. 
Lundman, som är huvudpersonen i novellen skickar en lapp till sin vän Tombrock för att lätta på trycket lite efter filsings utbrott. Däremot missförstod Filsing detta citat som Lundman hade tagit från en film och Tombrock fick genast en smäll i ansiktet när han vittnade lappen. 
Tombrock bär på många hemligheter som man får reda på efter falska anklagningen, och Lundman försöker allt för att få fram sanningen som Tombrock förtjänar.

## Karaktärer
När man börjar läsa novellen får man inte lära känna karaktärerna så mycket, utan man blir direkt inkastad i historien. Men i början får vi bekanta oss med Lektor Carl Felzenbäumer, han är strukturerad och kan ses som väldigt strikt. 
Lundman, som är huvudpersonen är en av studenterna av Felzenbäumers klass. Vi får först reda på hans namn nära slutet av novellen och karaktärernas bakgrunder riktar sig mer in i Tombrocks liv.
Tombrock, eller även kallad för Tompa är den andra huvudpersonen. Tompa har kämpat mycket för sina betyg för att kunna skaffa ett jobb och försörja sig. Han undviker allt bråk i skolan, bara för att kunna gå vidare, få ett studiestipendium och kunna leva ett normalt liv utan föräldrar som inte stod upp för honom. 